# Colorado (Ayopaya)
Colorado es una localidad boliviana perteneciente al municipio de Cocapata, ubicado en la provincia de Ayopaya del departamento de Cochabamba.

## Demografía
| Año  | Población | Fuente                  |
| ---- | --------- | ----------------------- |
| 1992 | 180       | Censo boliviano de 1992 |
| 2001 | 300       | Censo boliviano de 2001 |
| 2012 | 415       | Censo boliviano de 2012 |